# NGC 5799
NGC 5799 is een spiraalvormig sterrenstelsel in het sterrenbeeld Paradijsvogel. Het hemelobject werd op 4 april 1835 ontdekt door de Britse astronoom John Herschel.

## Synoniemen
- ESO 67-6
- FAIR 164
- AM 1500-721
- IRAS 15005-7213
- PGC 53875